# تئودورا، ملکه زرخرید
تئودورا، ملکه‌ٔ زرخرید (ایتالیایی: Teodora, imperatrice di Bisanzio) یک فیلم زندگی‌نامه‌ای ایتالیایی به کارگردانی ریکاردو فردا است که در سال ۱۹۵۴ منتشر شد. این فیلم دربارهٔ کنیزی به نام تئودورا است که با ازدواج با ژوستینین یکم امپراتوری بیزانس، تبدیل به امپراتریسِ (ملکهٔ) بانفوذ و قدرتمند امپراتوری روم شرقی شد.

## بازیگران
- جانا ماریا کاناله در نقش تئودورا
- ژرژ مارشال در نقش ژوستینین یکم
- نریو برناردی در نقش بلیساریوس
- رناتو بالدینی
- ایرنه پاپاس
- الگا سولبلی
- ویلما آریس
- آنری گیسول
- فورتوناتو آرنا
- لوریس جیتسی
- میکله ریکاردینی
- آلساندرو فرسن
- کارلو اسپوزیتو